# ولکوتسی، استان گابرووو
ولکوتسی، استان گابرووو (به لاتین: Velkovtsi, Gabrovo Province) روستایی در بلغارستان است که در گابرووو واقع شده‌است.